# 庫斯基亞 (愛達荷州)
庫斯基亞（英語：Kooskia）是一個位於美國愛達荷州愛達荷縣的城市。

## 地理
庫斯基亞的座標為46°02′20″N 115°57′32″W / 46.03889°N 115.95889°W，而該地的平均海拔高度為394米（即1293英尺）。

## 人口
根據2020年美國人口普查的數據，庫斯基亞的面積為1.78平方千米，當中陸地面積為1.64平方千米，而水域面積為0.14平方千米。當地共有人口514人，而人口密度為每平方千米288.76人。